# Pulau Tagor
Pulau Tagor is een bestuurslaag in het regentschap Serdang Bedagai van de provincie Noord-Sumatra, Indonesië. Pulau Tagor telt 2716 inwoners (volkstelling 2010).